# Мінісінк (Нью-Йорк)
Мінісінк (англ. Minisink) — місто (англ. town) в США, в окрузі Орандж штату Нью-Йорк. Населення — 4621 особа (2020).

## Демографія
Згідно з переписом 2010 року, у місті мешкало 4490 осіб у 1485 домогосподарствах у складі 1181 родини. Було 1561 помешкання
Расовий склад населення:
| - 91,6 % — білих - 2,9 % — чорних або афроамериканців - 1,1 % — азіатів - 0,1 % — корінних американців - 2,3 % — осіб інших рас |

До двох чи більше рас належало 2,0 %. Частка іспаномовних становила 9,1 % від усіх жителів.
За віковим діапазоном населення розподілялося таким чином: 28,4 % — особи молодші 18 років, 61,8 % — особи у віці 18—64 років, 9,8 % — особи у віці 65 років та старші. Медіана віку мешканця становила 39,3 року. На 100 осіб жіночої статі у місті припадало 99,6 чоловіків;  на 100 жінок у віці від 18 років та старших — 96,4 чоловіків також старших 18 років.
Середній дохід на одне домашнє господарство  становив 95 600 доларів США (медіана — 88 689), а середній дохід на одну сім'ю — 97 742 долари (медіана — 91 484). Медіана доходів становила 52 903 долари для чоловіків та 50 465 доларів для жінок. За межею бідності перебувало 5,7 % осіб, у тому числі 7,2 % дітей у віці до 18 років та 0,6 % осіб у віці 65 років та старших.
Цивільне працевлаштоване населення становило 2199 осіб. Основні галузі зайнятості: освіта, охорона здоров'я та соціальна допомога — 31,3 %, роздрібна торгівля — 18,7 %, мистецтво, розваги та відпочинок — 9,3 %, науковці, спеціалісти, менеджери — 6,1 %.